# Революция в Йемене (2011—2012)
Революция в Йемене — акции протеста, начавшиеся в Йемене с января 2011 года в ходе арабской весны, охватившей страны Ближнего Востока и Африки. Первая демонстрация с требованием отставки президента страны Али Абдаллы Салеха, который к тому времени находился у власти 32 года — с 1978 года, состоялась 22 января.. 27 января на улицы столицы страны города Сана вышли тысячи человек с требованием отставки президента.

## Предыстория
С 1994 года в государстве действует группировка «Ансар Алла» — вооружённая шиитская организация, первоначально контролирующая небольшую часть территории на севере государства. В 2004 году имам Хусейн аль-Хуси поднял антиправительственный мятеж, обвинив власть Йемена в дискриминации шиитского населения.
Только в 2009 году правительственным войскам при поддержке Саудовской Аравии удалось подавить это выступление.
В феврале 2010 года между хуситами и властями Йемена подписано соглашение о прекращении огня.
Хуситы — это военизированная группировка шиитского толка, действующая на территории Йемена. Группировка названа в честь её основателя и бывшего руководителя Хусейна аль-Хуси, убитого правительственными войсками в сентябре 2004 года. После этого руководство группировкой перешло к его брату Абдель-Малику аль-Хуси.
Члены группировки считают, что суннитское большинство Йемена, представители которого находились у власти в последние десятилетия, игнорирует интересы шиитского меньшинства, проживающего преимущественно на севере государства.
Хуситы отстаивают идеи:
-Увеличения представительства шиитов в органах власти;
— Перераспределения доходов с продажи углеводородов в пользу шиитов
После массовых протестов в Египте и народного восстания в Тунисе, в результате которых были свергнуты давние лидеры этих государств, тысячи йеменцев провели демонстрацию в столице Сана. Демонстрация проходила с целью призвать Али Абдуллу Салеха — президента, занимавшего пост более 30 лет, уйти в отставку.
У Йемена один из самых низких индексов развития человеческого потенциала в арабском мире. Более половины страны живёт на 2 $ в день или меньше, а треть населения страдает от постоянного голода.
В стране существует длительный конфликт с Аль-Каидой, у которой в Йемене довольно прочные позиции, а на юге страны сильна поддержка сепаратистских движений, желающих возрождения Народной Демократической Республики Йемен.

## Основные причины арабской весны
Религиозный: противостояние суннитов и шиитов, дополнилось провокациями и давлением искусственно распространяемого Саудовской Аравией ваххабизма;
Политический: в результате объединения ЙАР и НДРЙ сформировалась правящая элита и оппозиция (север и юг), противостояние которых усугубилось религиозным фактором и террористическими актами;
Экономический: экономические реформы Президента Салеха и МВФ, привели к отмене продовольственных дотаций, увеличению цены на топливо, дополненных девальвацией валюты и военными действиями в Сааде;
Военный: высокий уровень конфликтности в обществе на основе религиозных, исторических, политических аспектов

## Факторы, приведшие к Арабской весне
1. Диктаторский режим Али Абдуллу Салеха;
2. Распространение на территории государства двух религиозных течений, при этом юг (шииты) неудовлетворены своим положением в органах власти и ресурсным обеспечением;
3. Попытки навязывания религиозных традиций ислама шиитского толка суннитам, которые примкнули к террористическим группировкам;
4. Стремление суннитов получить больше политической власти в органах государства и доступ к перераспределению ресурсов;
5. Военное и политическое вмешательство других государств, стимулировавшее развитие экстремистских движений среди религиозных течений Йемена.

### Арабская весна в Йемене
2011
- 22 января — первая демонстрация в стране, организованная по примеру аналогичных демонстраций в Тунисе.

- 27 января — новые протесты в столице.

- 2 февраля — выступая в парламенте президент Йемена сообщил о том, что он отказался участвовать в следующих выборах, не будет передавать власть сыну, заморозит поправку к конституции разрешающую президенту быть у власти более двух сроков подряд[7].

- 3 февраля — «День гнева» демонстрация собрала 20 тысяч участников возле университета, сторонники президента, несколько сотен, собрались на площади Тахрир в центре Саны[8][9]. В Адене столкновения демонстрантов с полицией.

- 17 февраля — седьмой день подряд не прекращаются демонстрации с требованием отставки президента[10], столкновения проправительственных сил с оппозицией в Сане, убитые полицией в Адене.

- 21 февраля — президент сообщил, что не уйдёт под давлением оппозиции[11].

- 26 февраля — лидеры двух влиятельных племён отказали в поддержке президенту и перешли на сторону оппозиции[12][13].

- 28 февраля — для урегулирования конфликта и начала проведения реформ президент предложил оппозиции вступить в «объединённое правительство», однако оппозиция предложение отвергла, заявив, что оно поступило слишком поздно и единственным решением является отставка правительства[14][15].

- 4 марта — погибли два демонстранта.

- 8 марта — Около 50 человек были ранены во вторник в результате разгона полицией демонстрации в Йемене[16].

- 13, 14 марта — расстрел и жертвы демонстрантов по городам страны.

- 18 марта 2011 года, пятница
  - Убито 52 человека, сотни получили ранения[17] в результате нападения на антиправительственную демонстрацию в столице Йемена, городе Сана. По словам очевидцев, на участников демонстрации на площади возле столичного университета напали «головорезы» из числа сторонников действующего президента Али Абдуллы Салеха. Нападавшие были вооружены пистолетами, ножами и дубинками. Сторонники президента, которых было несколько десятков человек, прятались в домах, расположенных вблизи площади[18]. Пострадавшие из числа манифестантов, выступающих за отставку президента, позднее рассказывали, что по их демонстрации с крыш зданий открыли огонь сторонники правительства. При этом полиция в происходящее не вмешивалась[17]. Власти, в свою очередь, обвинили в произошедшем сторонников оппозиции, которые якобы первыми открыли стрельбу. Правительство уже объявило, что рассматривает возможность введения комендантского часа[17]. Многотысячные демонстрации возле здания университета Саны проходят с 21 февраля. Митингующих несколько раз пытались разогнать, полицейские применяли слезоточивый газ и боевые патроны. В ходе разгонов десятки человек погибли, несколько сотен получили ранения. Всего, по данным правозащитных организаций, с начала антиправительственных выступлений в Йемене погибли более 100 человек[18].
  - После расстрела демонстрантов президент Йемена Али Абдулла Салех объявил (ввёл) на территории всей страны режим чрезвычайного положения[19][20]. По его словам, ЧП будет действовать на всей территории страны[19]. Режим предполагает запрет на ношение любого оружия в общественных местах и на улицах[19][20]. Салех, который занимает пост президента с 1978 года, не планирует отдавать власть до 2013 года, когда закончится срок его полномочий[17][20]. Йеменские демонстранты не прекращают манифестаций в различных городах страны с 21 февраля. Основные их требования — отставка действующего президента и демократизация политической системы[17]. Йемен является одной из самых бедных стран арабского мира. Доходы около 40 % населения этой страны не превышают двух долларов в день[17].

- 20 марта, воскресенье
  - Политический кризис обострился после того, как в пятницу, 18 марта, сторонники Салеха застрелили в йеменской столице Сане 52 оппонентов действующего режима[20][21][22]. Похороны погибших прошли в воскресенье и сопровождались акциями протеста[20]. Антиправительственные выступления, начавшиеся в Йемене в конце января 2011 года, в середине марта перешли в активную фазу. В результате столкновений демонстрантов с силами правопорядка с конца января 2011 года в общей сложности погибли более 140 человек[23].
  - Вечером — Президент Йемена Али Абдулла Салех вечером в воскресенье объявил о роспуске правительства страны[22][24]. Прежний кабинет, тем не менее, продолжит работать до назначения новых министров. Когда это может произойти, не сообщается. Ранее стало известно, что в отставку самостоятельно подали два министра, представитель Йемена при ООН, а также 23 парламентария, которые разорвали отношения с правящей партией Салеха[24].

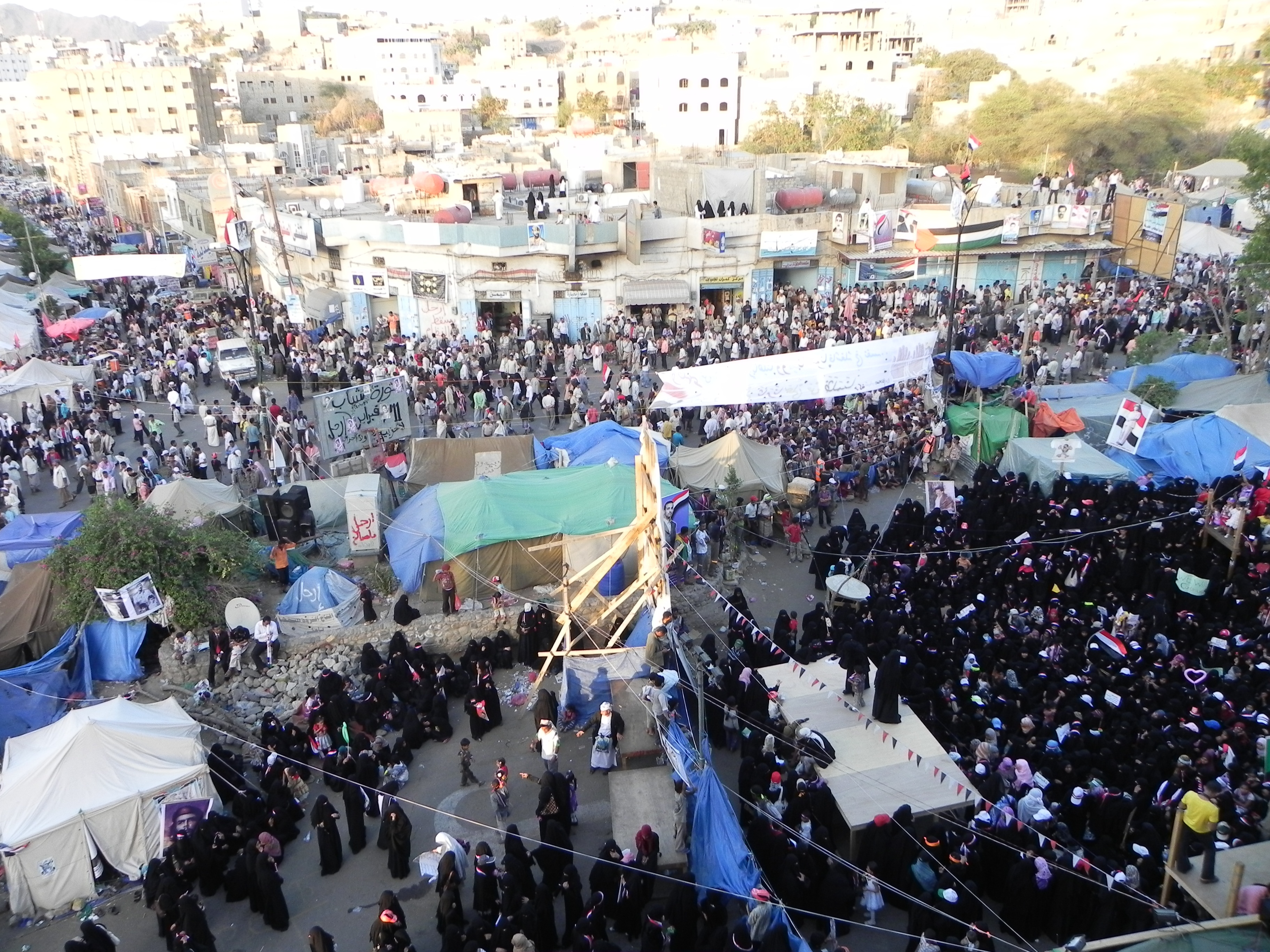
Протест на площади Al-Hurreya в Таизе, 17 апреля 2011 года.

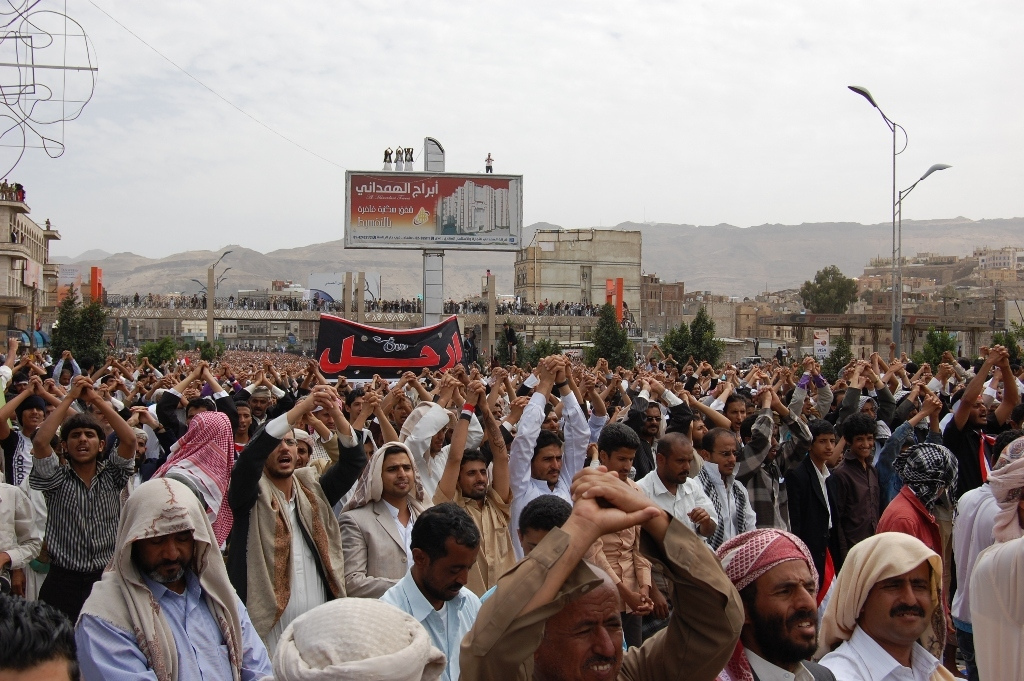
Манифестация в Сане 22 апреля 2011 года.

- 21 марта — На сторону протестующих перешли десятки офицеров армии Йемена, несколько генералов, а также многочисленные местные племена. Все они потребовали от президента немедленно сложить полномочия в обмен на обещания оградить его от судебного преследования[23]. Генерал-майор Али Мохсен аль-Ахмар — командующий 1-й бронетанковой дивизией сухопутных войск Йемена — заявил от имени своих офицеров, что они «выступают за мирную революцию молодёжи» и поддерживают оппозиционеров. Мятежный генерал обвинил президента Йемена Али Абдаллу Салеха в подавлении мирных протестов и подталкивании страны к гражданской войне[25]. После этого в столицу были введены танки под предводительством сына президента, а также дивизия, подчиняющаяся дезертировавшему генералу. Министр обороны пообещал защищать режим нынешнего президента от любых попыток переворота[26].

- 28 марта — При взрыве на военном заводе 28 марта 2011 года в Джааре были убиты десятки людей. Город известен своей керамикой и производством боеприпасов.

- 31 марта — Новостное агентство Аль-Баваба сообщило о том, что «Аль-Каида» объявила Абьян «Исламским эмиратом», установив контроль над регионом[27]. The New York Times объявила что захват территории действительно был, однако боевики не были членами «Аль-Каиды»[28]. Этими формированиями командовал известный джихадист-антикоммунист Тарик аль-Фадли — наследник последнего султана Фадли, выступивший с позиций южного сепаратизма и задавшийся целью восстановить традиционную династическую власть в Абьяне[29].

- В апреле Таиз был центром сопротивления власти в Йемене[30][31].

В середине апреля шейх Садек аль-Ахмар призвал президента страны Али Абдаллу Салеха «достойно» уйти в отставку, предложив ему избежать кровопролития в стране. Ранее Xinhua со ссылкой на свидетелей и источники в силовых структурах сообщило, что в столице страны в районе президентского дворца началась перестрелка между сотрудниками силовых структур и перешедшими на сторону оппозиции военнослужащими. К месту боя были переброшены подразделения президентской гвардии. По данным источников агентства, в результате перестрелки погибли не менее пяти человек.
- 12 мая — В результате попыток йеменского правительства вернуть себе контроль над регионом разгорелась Битва за Занджибар. И лишь в мае 2012 года правительственные войска восстановили контроль над регионом[34]. Сражения за город Зинджибар, столицу провинции Абьян, получившие в иностранной печати название «Битва за Зинджибар»[англ.] проходили с 12 мая по 10 сентября 2011 года.

- 19 мая, четверг — Правящая партия и оппозиция договорились о подписании соглашения, по условиям которого президент должен уйти в отставку в 30-дневный срок. Согласно договорённости, документ должен быть подписан в воскресенье, 22 мая. Покинуть свой пост Салеху предложил Совет сотрудничества арабских государств Персидского залива (ССАГПЗ). Ранее президент Йемена неоднократно уклонялся от досрочного ухода с поста главы государства[23]. В случае отставки Али Абдулле Салеху, находящемуся у власти 33 года, гарантируют иммунитет от политических преследований со стороны нового правительства, которое будет сформировано премьер-министром от оппозиции. Через 60 дней после ухода президента со своего поста будут проведены выборы нового главы государства.[23] В своей речи в четверг, 19 мая, посвящённой ситуации на Ближнем Востоке и в Северной Африке, президент США Барак Обама заявил, что Салех, ключевой союзник США в борьбе с террористической организацией «Аль-Каеда», должен соблюсти свои обязательства и осуществить передачу власти[23].
- 20 мая — Президент Йемена Али Абдулла Салех заявил в пятницу, 20 мая, что собирается провести досрочные президентские выборы. По словам главы государства, своим решением он надеется завершить политический кризис в охваченной беспорядками стране[23].
- 21 мая, суббота — Лидеры йеменской оппозиции со своей стороны подписали соглашение о передаче власти в стране. Об этом в субботу на условиях анонимности сообщил представитель Министерства иностранных дел страны[33]. Соглашение было подписано представителями партий оппозиции в присутствии послов США и стран Европейского союза. О готовности подписать соглашение заявил и Салех, однако назвал происходящее «переворотом» и предупредил о возможном установлении контроля над страной со стороны международной террористической группировки «Аль-Каида»[35]. В рамках соглашения, призванного положить конец политическому кризису в стране, предусматривается мирная передача власти от президента Али Абдаллы Салеха в течение 30 дней после формирования правительства национального единства. Новый кабинет возглавят представители оппозиции. Вслед за этим в течение 60 суток должны пройти президентские выборы. План гарантирует неприкосновенность нынешнему президенту и членам его семьи, сообщает ИТАР-ТАСС[33].
- 22 мая, воскресенье — Ожидалось, что в течение сегодняшнего дня свою подпись под документом, соглашением о передаче власти в стране, поставит Али Абдалла Салех[33]. Но президент Йемена отказался подписывать соглашение о передаче власти в стране и все попытки дипломатов западных стран и стран Персидского залива вынудить Салеха поставить свою подпись на документе потерпели неудачу[35].

- 23-25 мая — в столице Йемена Сане 23 мая начались вооружённые столкновения между лояльными президенту Салеху войсками и вооружёнными отрядами племени Хашид[36], к которому принадлежит и сам президент[37]. По сообщению BBC, столкновения начались после того, как правительственные силы совершили нападение на резиденцию шейха Садека аль-Ахмара, одного из влиятельных лидеров племени. В течение трёх дней жертвами столкновений в столице стали 72 человека[38]. Отряды вооружённой оппозиции совершили нападения на ряд правительственных зданий, в том числе на министерство внутренних дел[39].
- 27 мая — правительственные ВВС нанесли авиаудары по позициям мятежных племён. Столкновения мятежников и правительственных сил произошли также на Юге Йемена[40].
- 28 мая — достигнуто перемирие между сторонниками президента Салеха и мятежными племенами[37]. За пять дней, по данным BBC, жертвами вооружённых столкновений между силами лояльными президенту и ополченцами племени хашид стали 124 человека[41].
- 30-31 мая — жертвами разгона антиправительственного митинга в городе Таиз (Taiz) стали более 50 человек[42]. Одновременно сообщается о бомбардировках города Зинджибар (Zinjibar) на юге Йемена. По сообщению РИА-Новости, жертвами налёта стали 13 мирных жителей[43]. Над ним, по предварительным данным, установили контроль боевики исламистской группировки. По утверждению правительства, они связаны с отделением аль-Каиды на Аравийском полуострове. В ночь с понедельника на вторник возобновились вооружённые столкновения в Сане. Очевидцы сообщают об использовании в уличных боях артиллерии[42].
- 3 июня — в результате обстрела президентской резиденции ранения получил президент Салех, премьер-министр и спикер парламента, были убиты также семеро охранников. Ранее этого правительственные войска обстреляли дом шейха Хамида аль-Ахмара, брата лидера племени хашид шейха Садека аль-Ахмара. Вооружённые столкновения в столице приняли особенно ожесточённый характер после того, как накануне в город попытались прорваться около тысячи ополченцев из мятежных племён[44]. В своём выступлении по радио Салех обвинил в совершении нападения на президентскую резиденцию влиятельное северное племенное объединение хашид, возглавляемое шейхом Садеком аль-Ахмаром. Последний в свою очередь заявил, что члены племени не имеют отношения к этой атаке. Напротив, ответственность за нападение он возложил на президента Салеха, пытающегося, по его словам, таким образом оправдать эскалацию насилия на улицах Саны[45].
- 30 июня — власти Йемена официально признали потерю контроля над пятью провинциями[46].
- 23 сентября президент Салех вернулся в Йемен после трёхмесячного отсутствия, что вызвало обострение ситуации в стране: в Сане и других городах проходили многотысячные демонстрации оппозиции с требованиями отставки президента.
- В сентябре и октябре Таиз был ареной боёв между правительственными войсками и вооружёнными племенными бойцами. 5 октября семь человек погибли в бою от обстрела из миномёта[47].

### Уход Салеха
23 ноября 2011 президент Салех в столице Саудовской Аравии Эр-Рияде в присутствии короля Абдаллы ибн Абдель Азиза Аль-Сауда и наследного принца Наифа бин Абд аль-Азиза аль-Сауда подписал Указ о передаче полномочий вице-президенту страны Абд Раббо Мансур аль-Хади — с четвёртой попытки, три до этого проваливались. Сам Салех получил статус «почётного президента», до избрания нового главы государства, и заявил, что намеревается покинуть Йемен и выехать в США на лечение.
24 декабря в Сане лояльные Салеху военные (под руководством его сына) открыли огонь по протестующим, требовавшим суда над ушедшим президентом — по меньшей мере 9 человек погибли и 90 получили ранения. На следующий день Салех заявил, что намерен отправиться в США, чтобы «предоставить возможность переходному правительству национального единства подготовиться к выборам».
9 января 2012 временное правительство Йемена одобрило законопроект о предоставлении иммунитета от судебного преследования уходящему президенту Али Абдалле Салеху. Согласно формальной процедуре, законопроект должен также получить одобрение парламента Йемена. Йеменцы возмущены судебным иммунитетом для Салеха. Заседание Палаты депутатов по данному вопросу должно было состояться 11 января, но под давлением демонстрантов было отложено до субботы, 14 января.
15 января боевики Аль-Каиды захватили город Рада, находящийся в 170 километрах от столицы Йемена.
18 января глава МИД Йемена заявил о возможном переносе сроков проведения президентских выборов в стране в связи с вопросами безопасности (как сообщается, перед этим Салех встретился с высокопоставленными лицами сил безопасности страны и попросил отложить выборы до 22 мая 2012 года).
Выборы нового президента Йемена состоялись 21 февраля 2012 года.
Новый президент Йемена Абд Раббо Мансур Хади в субботу, 25 февраля, принял присягу, а торжественная церемония инаугурации прошла 27 февраля в Сане.

## Реакция на события
Внутри страны
После расстрела демонстрантов в пятницу, 18 марта в знак несогласия два министра правительства ушли в отставку, посол при ООН подал в отставку, 23 депутата вышли из парламента и партии президента, всё это привело к отставке президентом правительства страны.
5 послов Йемена в Европе, а также посол на Кубе, призвали к отставке президента Салеха.
Международные
- МИД РФ выступил с заявлением о недопустимости применения силы против населения в Йемене[55].
- Министр иностранных дел Франции заявил 21 марта 2011, что отставка Салеха неизбежна[56].
- «Амир» Кавказского Эмирата Доку Умаров в интервью, опубликованном на сайте «Кавказ-центра» 17.05.2011, рассуждая об арабских революциях заявил: «Возможно, наиболее интересные события из всех арабских стран можно ожидать в Йемене, где позиции моджахедов наиболее перспективны и откуда может начаться серьёзное военное движение»[57].